# Adela Liculescu

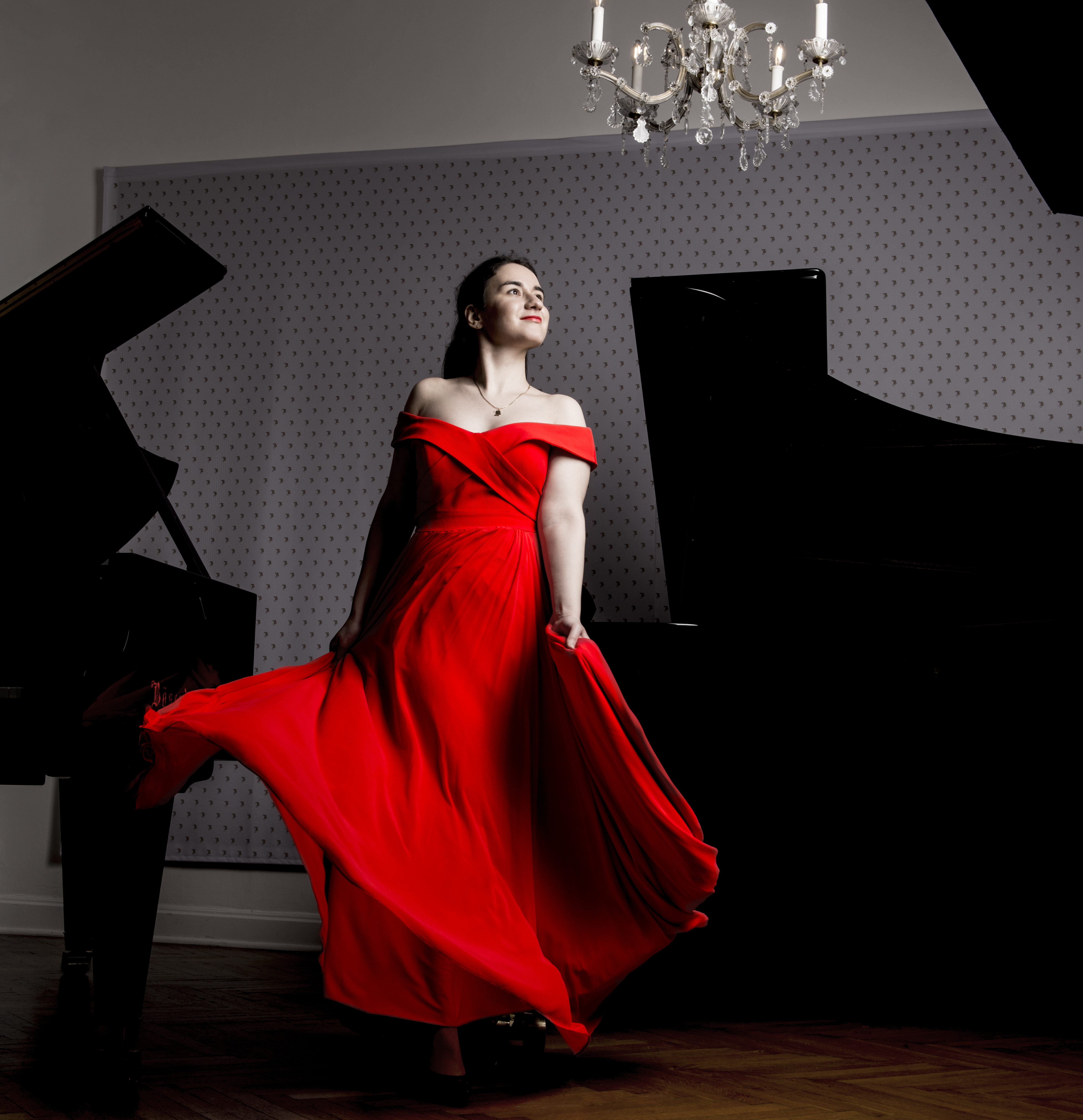
Adela Liculescu (2018)

Adela Liculescu (* 4. August 1993 in Craiova, Rumänien) ist eine Pianistin der klassischen Musik. Sie begann mit dem Klavierspiel im Alter von vier Jahren. Sie lebt in Wien und ist als Solistin, Kammermusikerin und künstlerisch-wissenschaftliche Forscherin tätig.

## Leben
Liculescu ist Preisträgerin mehrerer internationaler Klavierwettbewerbe. Im Jahr 2017 gewann sie innerhalb weniger Wochen jeweils den ersten Preis bei beiden damals bestehenden internationalen Brahms-Wettbewerben in Pörtschach (Österreich) und Detmold (Deutschland). Einer der Sonderpreise in Detmold beinhaltete eine CD-Produktion mit Werken von Brahms, Beethoven, Liszt, Enescu und Ravel. Weitere Auszeichnungen erhielt sie unter anderem beim Prix du Piano Bern (1. Preis, 2018), dem Bösendorfer Klavierwettbewerb Wien (1. Preis, 2015), dem George Enescu Wettbewerb in Bukarest (2021) sowie beim Beethoven-Wettbewerb Wien (2013). Anlässlich des Beethoven-Jubiläums wurde ihr 2020 ein Preis des Rumänischen Kulturrundfunks verliehen.
Als Konzertpianistin ist Liculescu in zahlreichen Ländern Europas, Asiens und Amerikas aufgetreten. Zu den Spielstätten zählen unter anderem der Musikverein und das Konzerthaus in Wien, die Berliner Philharmonie, die Philharmonie Gasteig München, das Mozarteum in Salzburg, die Philharmonie St. Petersburg, das St. Martin-in-the-Fields in London sowie Konzertsäle in München, Warschau, Bratislava und Bukarest. Sie arbeitete mit Orchestern wie dem Wiener Kammerorchester, der George Enescu Philharmonie, dem neuen Deutschen Sinfonieorchester Berlin, dem St. Petersburger Kammerphilhonieorchester und dem Dogma Kammerorchester Deutschland zusammen.
In Rumänien trat sie regelmäßig auf, unter anderem im Rumänischen Athenäum, im Präsidentenpalast und im Königlichen Palast in Bukarest sowie in über 40 weiteren Städten. Im Rahmen der Konzerttournee Stradivarius spielte sie 2023 gemeinsam mit dem Geiger Alexandru Tomescu 17 Konzerte innerhalb von 21 Tagen.
Seit 2021 ist sie Pianistin des Ensembles Philharmonic Five, das aus Mitgliedern der Wiener Philharmoniker besteht. Das Ensemble tritt unter anderem regelmäßig im Wiener Konzerthaus auf. Weitere Auftritte umfassen die Eröffnung der Salzburger Festspiele 2021, den Pausenfilm des Neujahrskonzerts der Wiener Philharmoniker 2023 sowie das Ravenna Festival 2024.
Liculescu studierte an der Universität für Musik und darstellende Kunst Wien, wo sie Masterabschlüsse in den Fächern Klavier (Konzertfach), Kammermusik und Klavierpädagogik mit Auszeichnung erwarb. Zu ihren Lehrpersonen zählten unter anderem Milana Chernyavska, Avedis Kouyoumdjian, Martin Hughes, Johannes Marian und Stefan Mendl. Ihr künstlerisch-wissenschaftliches Doktoratsstudium schloss sie 2024 an der Universität für Musik und darstellende Kunst Graz mit einer Dissertation über das Konzept der „erweiterten Virtuosität“ in der Klaviermusik von Franz Liszt ab. In diesem Zusammenhang interpretierte sie mehrfach europaweit die Études d’exécution transcendante von Liszt in Konzerten und Aufnahmen.
Seit 2024 unterrichtet Liculescu Klavier an der Universität für Musik und darstellende Kunst Wien. Sie ist offizielle Bösendorfer-Künstlerin.